# Muchlisa Bubi
Muchlisa Bubi (ros. Мухлиса Буби, tat. Мөхлисә Бубый, wł. Muchlisa Nigmatullina – Мухлиса Нигматуллина; ur. 1869 w Iż-Bobja, zm. 23 grudnia 1937 w Ufie) – tatarska nauczycielka i działaczka na rzecz oświaty kobiet, związana z ruchem dżadidów. Działaczka na rzecz praw muzułmanek w Rosji radzieckiej, a następnie ZSRR. Pierwsza w nowożytnej historii islamu kobieta pełniąca funkcję kadiego.

## Życiorys

### Dzieciństwo i wczesna młodość
Muchlisa Bubi pochodziła ze wsi Iż-Bobja w guberni wiackiej. Jej ojciec Gabdułgallam i dziadek byli imamami oraz wiejskimi nauczycielami. Babka Hubbidżamal również zajmowała się nauczaniem. Matka, Badralbanat, była córką imama, znała języki arabski, perski i turecki i była uważana za znawczynię prawa islamskiego (alima). Rodzice założyli we wsi szkołę, gdzie ojciec uczył miejscowych chłopców, matka – dziewczynki. Bracia Muchlisy, Gobajdułła i Gabdułła należeli do pierwszego pokolenia reformatorskiego ruchu dżadidów. Muchlisa w dzieciństwie uczyła się od rodziców języków arabskiego i perskiego, poznawała podstawy islamu, miała dostęp do biblioteki ojca. Jej żywe zainteresowanie książkami i nauką sprawiło, że ojciec i bracia zaczęli poważniej traktować jej edukację. Jej brat Gabdułła popierał równouprawnienie kobiet i mężczyzn, twierdząc, że Bóg uczynił wszystkich równymi, a obowiązkiem mężczyzn było zwrócić kobietom należne, równe z nimi miejsce w społeczeństwie.
W wieku osiemnastu lat Muchlisa została wydana za mąż za wiejskiego mułłę. Urodziła córkę Mundżiję, adoptowała również córkę zmarłej służącej. Małżeństwo okazało się nieudane – w 1897 r. Muchlisa za zgodą braci porzuciła męża i razem z córkami wróciła do rodzinnej wsi. Jej mąż odmówił jednak rozwodu i związek formalnie trwał aż do 1917 r.

### Dyrektorka szkół żeńskich
W 1895 r. Gabdułła otworzył w Iż-Bobja szkołę przy meczecie i zaczął prowadzić w niej zajęcia według autorskiego programu. Dwa lata później Gabdułła i Gobajdułła założyli szkołę dla dziewczynek i powierzyli swojej siostrze stanowisko jej kierowniczki. Muchlisa równocześnie poszerzała swoją wiedzę pod okiem braci, a następnie przekazywała zdobyte wiadomości uczennicom. Szkoła w Iż-Bobja była pierwszą żeńską szkołą, w której realizowano idee oświatowe dżadidów. Absolwentki otrzymywały dyplom uprawniający do pracy w charakterze nauczycielek. Do szkoły zgłaszały się muzułmanki z terenów dzisiejszego Tatarstanu i Powołża, ale także z Rosji centralnej (w tym z Moskwy), Syberii, z Taszkientu, Samarkandy, Biszkeku i Siemipałatyńska. W 1910 r. szkoła miała osiem klas, a w jej programie znajdowały się takie przedmioty jak gramatyka i literatura turecka, pismo tureckie, język arabski, język rosyjski, recytacja Koranu, kaligrafia, arytmetyka, geografia, nauki ścisłe, historia naturalna, zarządzanie gospodarstwem domowym i rzemiosło. Rok później szkoła została zamknięta przez władze rosyjskie, które uznały ją za ośrodek niepożądanej myśli pantureckiej i panislamskiej. Jeszcze wcześniej zamknięto szkołę męską w Iż-Bobja. Bracia-założyciele placówki zostali skazani na sześć i dwa miesiące więzienia, a po odbyciu kary opuścili Rosję.
Muchlisa Bubi nie została uwięziona i jeszcze w 1911 r. przeniosła się do Troicka, gdzie na zaproszenie zamożnej rodziny Jauszewów została kierowniczką ufundowanej przez nich szkoły żeńskiej, gdzie realizowano program dżadidów. Organizacja placówki faktycznie trwała trzy lata. Otwierając szkołę w sierpniu 1914 r., Muchlisa Bubi wezwała do kształcenia kobiet, które w jej przekonaniu było warunkiem koniecznym dla dalszego rozwoju całej społeczności Tatarów w Rosji. Rok później Jauszewowie ufundowali również szkołę nauczycielską dla muzułmanek. Otwierając ją, Muchlisa Bubi wyraziła życzenie, by placówka przyciągnęła setki lub nawet tysiące uczennic, które mogłyby kształcić się „w ojczystym języku i w duchu narodowym”.

### Wybór na kadiego
Po rewolucji lutowej, 11 maja 1917 r., w Moskwie odbył się I Wszechrosyjski Zjazd Muzułmanów, podczas którego Muchlisa Bubi została wybrana jedną z sześciu osób, którym powierzono urząd kadiego – islamskiego sędziego religijnego. Kobiety-delegatki uczestniczyły w zjeździe na równi z mężczyznami. Wybór kobiety na kadiego odbył się z niewielką przewagą głosów (307 delegatów i delegatek poparło jej kandydaturę, 280 zagłosowało przeciw), a po fakcie został przyjęty z oburzeniem przez konserwatywnych ulemów. Konserwatywne pismo religijne Dīn wä maʿīszat, wydawane w Orenburgu, nazwało jej wybór „błędem religijnym i politycznym”.
Mimo tych kontrowersji w 1917 r. Muchlisa Bubi zakończyła pracę jako dyrektorka szkoły i zaczęła pracować w wydziale spraw rodzinnych muzułmańskiego Centralnego Zarządu Duchownego. Zajmowała się rozstrzyganiem sporów rodzinnych, kobiety z całego kraju przybywały do niej, by szukać pomocy. Opracowała nowe regulacje z zakresu prawa rodzinnego, radykalnie ograniczające poligamię wśród muzułmanów w Rosji, ustanawiające też zasadę, by zawarcie drugiego małżeństwa było możliwe wyłącznie za zgodą pierwszej żony. Muchlisa Bubi wzywała również kobiety, by nie zgadzały się zostawać drugimi żonami. Opracowała wzór kontraktu małżeńskiego, dający kobiecie prawo do rozwodu w sytuacji, gdyby mąż pozostawił ją bez środków utrzymania na ponad rok, był alkoholikiem lub hazardzistą lub gdyby mimo wszystko bez jej zgody ożenił się z drugą kobietą. Walczyła o zakaz małżeństw dzieci i zmuszania wdów do zawierania małżeństwa z krewnymi zmarłego męża. Wspólnie z pozostałymi sędziami w 1923 r. wydała fatwę pozwalającą rosyjskim muzułmankom wyjść powtórnie za mąż, jeśli ich mężowie zaginęli podczas I wojny światowej i klęsk głodu, jakie po niej nastąpiły. Pisała o roli kobiet w społeczeństwach muzułmańskich, wzywała Tatarki do zachowywania ojczystego języka, podkreślała znaczenie tradycji religijnej. Widząc, iż władze radzieckie zaostrzały swoją politykę antyreligijną, wzywała imamów w całym kraju do kształcenia dziewczynek, także w klasach koedukacyjnych, przewidując, że to kobiety w przyszłości będą przekazywały swoim dzieciom zasady wiary muzułmańskiej.
Została powtórnie wybrana na urząd kadiego w 1923 i 1926 r. W Centralnym Zarządzie Duchownym była prawą ręką i najważniejszą współpracowniczką muftiego Rizyitdina Fachreddinowa.
W 1937 r. została aresztowana przez NKWD. Zarzucano jej członkostwo w „burżuazyjno-nacjonalistycznej organizacji powstańczej w Baszkirii”, działalność kontrrewolucyjną i nacjonalistyczną, związki z obcym wywiadem. Podczas śledztwa nie przyznała się do winy i nikogo nie obciążyła. Została skazana na śmierć i rozstrzelana 23 grudnia 1937 r. Zrehabilitowana w 1960 r.